# 阿列河畔圣乔治
阿列河畔圣乔治（法語：Saint-Georges-sur-Allier，法語發音：[sɛ̃ ʒɔʁʒ syʁ alje]）是法国多姆山省的一个市镇，属于克莱蒙费朗区。

## 地理
阿列河畔圣乔治（45°42'37"N, 3°14'33"E）面积9.42 平方千米，位于法国奥弗涅-罗讷-阿尔卑斯大区多姆山省，该省份为法国中南部省份，北起阿列省接壤，东临卢瓦尔省，南至上盧瓦爾省和康塔爾省，西接科雷兹省和克勒兹省。
与阿列河畔圣乔治接壤的市镇（或旧市镇、城区）包括：比永、比塞奥勒、绍里亚、米雷夫勒尔、阿列河畔佩里尼亚、拉罗什努瓦尔、阿列河畔圣博内、圣于连德科佩勒。

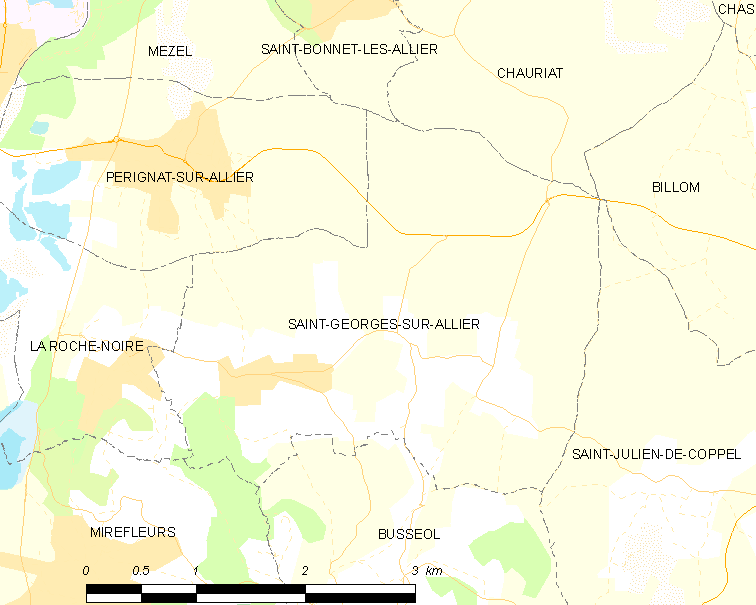
阿列河畔圣乔治的OSM定位图

阿列河畔圣乔治的时区为UTC+01:00、UTC+02:00（夏令时）。

## 行政
阿列河畔圣乔治的邮政编码为63800，INSEE市镇编码为63350。

## 政治
阿列河畔圣乔治所属的省级选区为维克勒孔特县。

## 人口

1962-2008年间阿列河畔圣乔治人口变化图示

阿列河畔圣乔治于2022年1月1日时的人口数量为1352人。